# Gempolsewu
Gempolsewu is een bestuurslaag in het regentschap Kendal van de provincie Midden-Java, Indonesië. Gempolsewu telt 11.263 inwoners (volkstelling 2010).